# Leofa dispar
Leofa dispar är en insektsart som beskrevs av Pieter D. Theron 1982. Leofa dispar ingår i släktet Leofa och familjen dvärgstritar. Inga underarter finns listade i Catalogue of Life.